# Amoea loretana
Amoea loretana är en insektsart som beskrevs av Navás 1930. Amoea loretana ingår i släktet Amoea och familjen fjärilsländor. Inga underarter finns listade i Catalogue of Life.